# Bernardo I del Congo

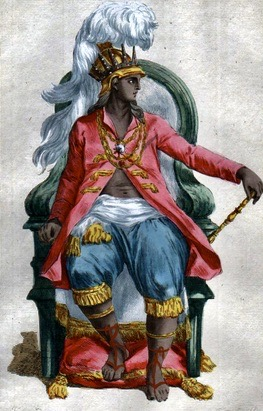
Dom Bernardo I

Bernardo I del Congo (fallecido en 1567) fue un manicongo del siglo XVI. 
Accedió a la corona del Reino del Congo tras asesinar a su medio hermano Afonso II, para lo que contó con el apoyo de Portugal, quien deseaba en el trono a un monarca menos hostil a sus intereses en la región. Tras la conspiración y ya con el nuevo rey, sin embargo, los pocos portugueses que estaban en el país fueron de nuevo expulsados o murieron en los disturbios populares que se produjeron durante ese mismo año de 1561.
El reinado de Bernardo I se extendió de 1561 a 1567. Murió luchando contra los clanes Yaka en 1567 en la frontera este del reino. Los grupos Yaka, llamados también Jagas, intentaron invadir y conquistar el reino congoleño hasta 1568.
Fue sucedido por Henrique I.